# الفرقة الثالثة والثلاثون فافن إس إس غرينادير شارلمان (الفرنسية الأولى)
الفرقة الثالثة والثلاثون فافن إس إس غرينادير شارلمان (الفرنسية الأولى) هي أسماء جماعية تستخدم لوحدات المتطوعين الفرنسيين في فيرماخت ولاحقًا فافن إس إس خلال الحرب العالمية الثانية. خدم ما يقدر بنحو 7340 إلى 11000 رجل في الوحدة في ذروتها في عام 1944.  شارك أعضاء الوحدة في الأيام الأخيرة من معركة في برلين في منطقة قبو الفوهرر وكانوا من بين قوات المحور الأخيرة للاستسلام في المدينة.

## التاريخ التشغيلي

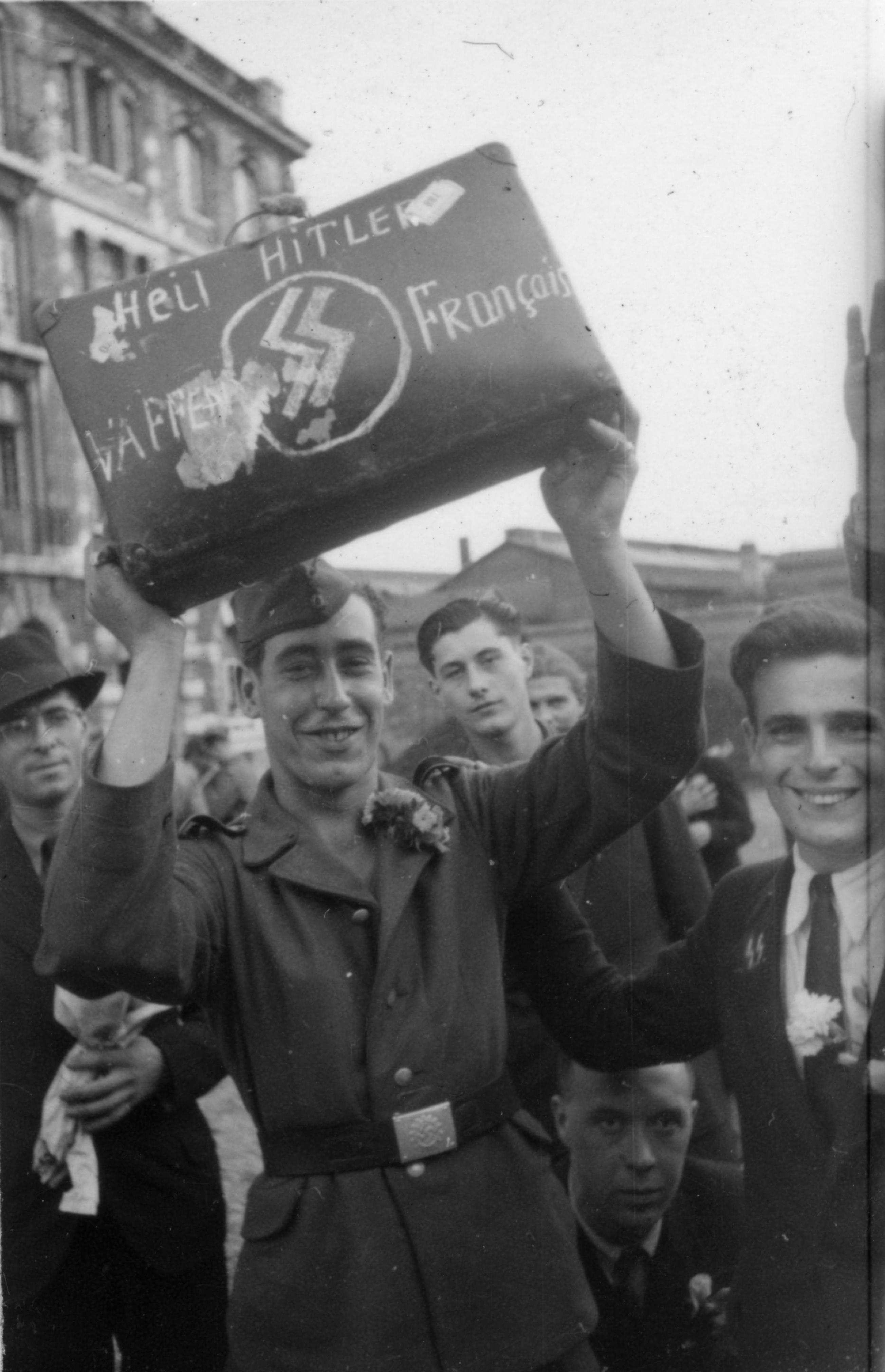
الفرقة الثالثة والثلاثون فافن إس إس غرينادير شارلمان (الفرنسية الأولى)

تم تشكيل الوحدة في عام 1944، والجمع بين القوات العاملة في الوحدات الفرنسية الأخرى للقوات المسلحة الألمانية، وكذلك من القوات شبه العسكرية فرانك غارد من ميليس. 

### الدفاع عن برلين
بحلول أوائل أبريل 1945، أمر كروكينبرج حوالي 700 رجل تم تنظيمهم في فوج مشاة واحد مع كتيبتين (الكتيبتان 57 و 58) وكتيبة دعم ثقيلة واحدة بدون معدات. أطلق سراح حوالي 400 رجل للخدمة في كتيبة بناء. أما البقية، التي يبلغ عددها حوالي 350، فقد اختاروا الذهاب إلى برلين.  

## القادة
- العقيد روجر لابون (أغسطس 1941 - مارس 1942)
- التخصصات لاكروا / ديميسين (أبريل 1942 - مايو 1943)
- SS - أوبرفورر Edgar Puaud (1 يونيو 1943 -؟ ؟ أغسطس 1943)
- SS- أوبرستورمبانفورر Paul Gamory-Dubourdeau (؟ ؟ أغسطس 1943 - 31 يوليو 1944)
- SS- هوبتستثرمفهرر إريك Kostenbader (1 أغسطس 1944 -؟ ؟ أغسطس 1944)
- SS- أوبرفورر إدغار بواود (؟ ؟ أغسطس 1944 - فبراير 1945)
- س. - بريغيجاديه فوهرر جوستاف كروكينبرج (فبراير 1945 - 25 أبريل 1945) [3]
- SS- ستاندارتفهرر والتر زيمرمان (25 أبريل 1945 - 8 مايو 1945) [4]

### اقتباسات
1. ↑  Bishop, Chris (2005) p. 186.
2. 1 2 3  Littlejohn 1987.
3. 1 2  Forbes 2010.
4. ↑  Bishop, Chris. The Essential Vehicle Identification Guide - Waffen-SS Divisions 1939-1945, Amber Books Ltd. 2007, p 180.

### قائمة المراجع
- Beevor، Antony (2002). Berlin – The Downfall 1945. Viking-Penguin Books. ISBN:978-0670030415.
- Bishop, Chris (2005). SS Hitler's Foreign Divisions: Foreign Volunteers in the Waffen-SS 1940-1945, (ردمك 978-1904687375).
- Forbes، Robert (2010) [2006]. For Europe: The French Volunteers of the Waffen-SS. Stackpole Books. ISBN:978-0-8117-3581-0.
- Littlejohn، David (1987). Foreign Legions of the Third Reich Vol. 1 Norway, Denmark, France. Bender Publishing. ISBN:978-0912138176.
- Le Tissier، Tony (2010). SS Charlemagne: The 33rd Waffen-SS Grenadier Division of the SS. Pen and Sword. ISBN:978-1848842311.
- McNab، Chris (2013). Hitler's Elite: The SS 1939–45. Osprey. ISBN:978-1-78200-088-4.
- Schöttler, Peter (2015). Three Kinds of Collaboration: Concepts of Europe and the ‘Franco-German Understanding’ – The Career of SS-Brigadeführer Gustav Krukenberg. In: Dieter Gosewinkel (ed.), Anti-Liberal Europe. A Neglected Story of Europeanization. New York/Oxford: Berghahn, p. 128–156.
- Trigg، Jonathan (2009). Hitler's Gauls: The History of the 33rd Waffen Division Charlemagne. History Publishing Group. ISBN:978-0-7524-5476-4.
- Weale، Adrian (2012). Army of Evil: A History of the SS. New York: Caliber Printing. ISBN:978-0-451-23791-0.